# Lijst van toeristische spoorwegen en museumlijnen in Nederland
Lijst van toeristische spoorwegen en museumlijnen in Nederland; op normaalspoor, tenzij anders vermeld.

## Organisaties met een eigen lokaalspoorlijn
- Museum Buurtspoorweg (MBS), Haaksbergen – Boekelo
- Museumstoomtram Hoorn-Medemblik, v.h. Stoomtram Hoorn-Medemblik (SHM), Hoorn – Zwaag – Wognum – Twisk – Opperdoes – Medemblik (gebruikt trammaterieel, maar rijdt op een lokaalspoorweg)
- Stichting Stadskanaal Rail (STAR), Musselkanaal – Stadskanaal – Veendam
- Veluwsche Stoomtrein Maatschappij (VSM), Apeldoorn – Beekbergen – Dieren
- Zuid-Limburgse Stoomtrein Maatschappij (ZLSM), Schin op Geul – Simpelveld – Kerkrade / Vetschau
- Grenzland-Draisine, Groesbeek – Kleef

## Organisaties met een eigen tramlijn
- Electrische Museumtramlijn Amsterdam (EMA), Amsterdam Haarlemmermeerstation – Amstelveen – Bovenkerk (gebruikt trammaterieel, maar rijdt op een lokaalspoorweg)
- Stichting voorheen RTM (RTM), vroegere naam: Rotterdamsche Tramweg Maatschappij, Punt van Goeree Remise – Port Zélande – Middelplaat Haven (Ouddorp) – West Repart (Scharendijke); spoorwijdte 1067 mm (kaapspoor)
- Stoomtrein Goes - Borsele (SGB), Goes – Hoedekenskerke (gebruikt spoorwegmaterieel, maar rijdt op een tramlijn)

## Organisaties met een eigen lijn voor rondritten
- Amsteltrein, Amstelpark, Amsterdam-Zuid (smalspoor)
- Eerste Drentse vereniging van Stoomliefhebbers (EDS), Veenpark, Barger Compascuum (smalspoor)
- Efteling Stoomtrein Maatschappij (ESM), Efteling, Kaatsheuvel (smalspoor)
- Gelderse Smalspoor Stichting (GSS), Heteren (smalspoor)
- Industrieel Smalspoor Museum (ISM), Erica (smalspoor)
- Stichting Rijssens Leemspoor (SRL), Rijssen (smalspoor)
- Stoomtrein Katwijk Leiden (SKL), Katwijk (smalspoor)
- Tramlijn Floriade (Zoetermeer), tijdens de Floriade van april tot oktober 1992
- Tramlijn Nederlands Openluchtmuseum (NOM), Arnhem

## Organisaties zonder eigen spoor- of tramlijn
- Haags Openbaar Vervoer Museum (HOVM), Den Haag
- Hoogovens Stoom IJmuiden (HSIJ), op het terrein van Tata Steel Europe, voorheen Corus, IJmuiden
- Museumwerkplaats Transit Oost, voorheen Het GOLS-station en Stichting Historisch Streekvervoer Achterhoek (HSA), Winterswijk
- Noord-Nederlands Trein & Tram Museum, Zuidbroek
- NZH-Vervoermuseum (de Blauwe Tram), Haarlem
- Openbaar Vervoer & Speelgoed Museum, Doesburg
- Rotterdamse museumtrams (RoMeO), Rotterdam
- Het Spoorwegmuseum (NSM), Utrecht
- Stichting 162, behoud van locomotief NS 162
- Stichting 2454 CREW, Hilversum
- Stichting tot Behoud van Mijnlocomotieven (SBM), Landgraaf
- Stichting De Locomotor, diverse locaties
- Stichting Historisch Dieselmaterieel (SHD), Amersfoort
- Stichting Hondekop (voorheen Stichting Mat '54 Hondekop-Vier), behoud van twee Hondekop-treinstellen, Hilversum
- Stichting Spoorweg Maatschappij "Zuid-Beveland" (SZB), Goes
- Stichting Museum Materieel Railion, Rotterdam
- Stichting Trans Europ Express, Leek
- Stoom Stichting Nederland (SSN), behoud van en rondritten met stoomtreinen, Rotterdam
- Tramweg-Stichting (TS), behoud van oude trams, Den Haag / Rotterdam
- Werkgroep loc 1501 / Stichting Klassieke Locomotieven (KLOK), behoud van Nederlandse locomotieven, Eindhoven

## Voormalige organisaties
- Decauville Spoorweg Museum (1989-2014), Harskamp (smalspoor).
- Friese Stoomtrein Maatschappij (FSM), plan voor bedrijf op Sneek - Stavoren, Sneek (2003-2011). Wegens financiële problemen niet van de grond gekomen. De spoorlijn is nog in gebruik bij Arriva.
- Haarlem IJmuidense Spoorweg-Maatschappij (HIJSM), plan voor bedrijf op Haarlem – IJmuiden, Haarlem (2000-2011). Wegens financiële problemen niet van de grond gekomen. De spoorlijn Santpoort Noord - IJmuiden werd in 2014 opgebroken.
- Nederlands Tram Museum (NTM), (1950-1990), Weert.
- Nederlands Transport Museum, (2018-2023), diverse transportmiddelen, waaronder spoor- en trammaterieel, Nieuw-Vennep.
- Noordnederlandse Museumspoorbaan Assen-Rolde (NMM) opgericht op 30 november 1974 met plan voor bedrijf op Assen – Rolde. Wegens financiële problemen niet van de grond gekomen. De spoorlijn werd in 1977 opgebroken.
- Pony- en Motortram 't Joppe ('t Joppe (Gelderland) bij Gorssel, Oxerweg 20) – had vanaf de jaren zestig een smalspoor-boslijntje met pony- en dieseltractie. De lengte was ongeveer 150 meter en de spoorwijdte was 600 mm. In 1996 is het spoor opgebroken en is de collectie overgegaan naar de Stichting Rijssens Leemspoor (SRL), Rijssen (smalspoor).
- Spoorwegmuseum Waterhuizen (1971-2014), Waterhuizen.
- STIBANS, Stichting tot Behoud van Af te voeren Nederlands Spoorwegmaterieel, Blerick (1979-2009); opgegaan in Het Spoorwegmuseum. Werd in 1979 opgericht en kocht na een bliksemactie om aan geld te komen elektrische locomotief 1010 als vertegenwoordiger van de eerste serie elektrische locomotieven. Ook bij de conservering van ander, vaak later in het Nederlands Spoorwegmuseum opgenomen, materieel werd door STIBANS veel werk verzet.
- Stichting DE-III, (2010-2019), onderhoud en exploitatie treinstel NS 115, Amersfoort.
- Stichting Stoomcentrum Zeeland (Zeeland, Graafsebaan 4) had vier smalspoortrajecten, elk ongeveer 450 meter lang met de spoorwijdtes 210 mm (miniatuurtrein), 450 mm, 700 mm en 900 mm. De organisatie was actief tussen circa 1973 en 1986. Na opheffing zijn diverse locs overgegaan naar Stoomtrein Katwijk Leiden (smalspoor).
- Stichting Stoomtrein Tilburg-Turnhout (SSTT), (1974-1982), reed toeristische treinen op het voormalig Bels lijntje tussen Tilburg West en Baarle-Nassau / Baarle-Nassau Grens. In de jaren tachtig werd de spoorlijn opgebroken.
- Stichting TEE Nederland (2006-2021), in oude staat herstellen van een Nederlands-Zwitsers TEE-treinstel, Amsterdam. In 2025 heeft de Stichting Trans Europ Express deze taak overgenomen.
- Vereniging tot Behoud van Spoormaterieel Haarlem (BSH), (2012-2020), Haarlem.